# NGC 1432
La nebulosa Maia o NGC 1432 es una nebulosa de reflexión iluminada por la estrella Maia. Está situada en el cúmulo abierto de las Pléyades.
- Datos: Q597098